# Andreas Wöhler

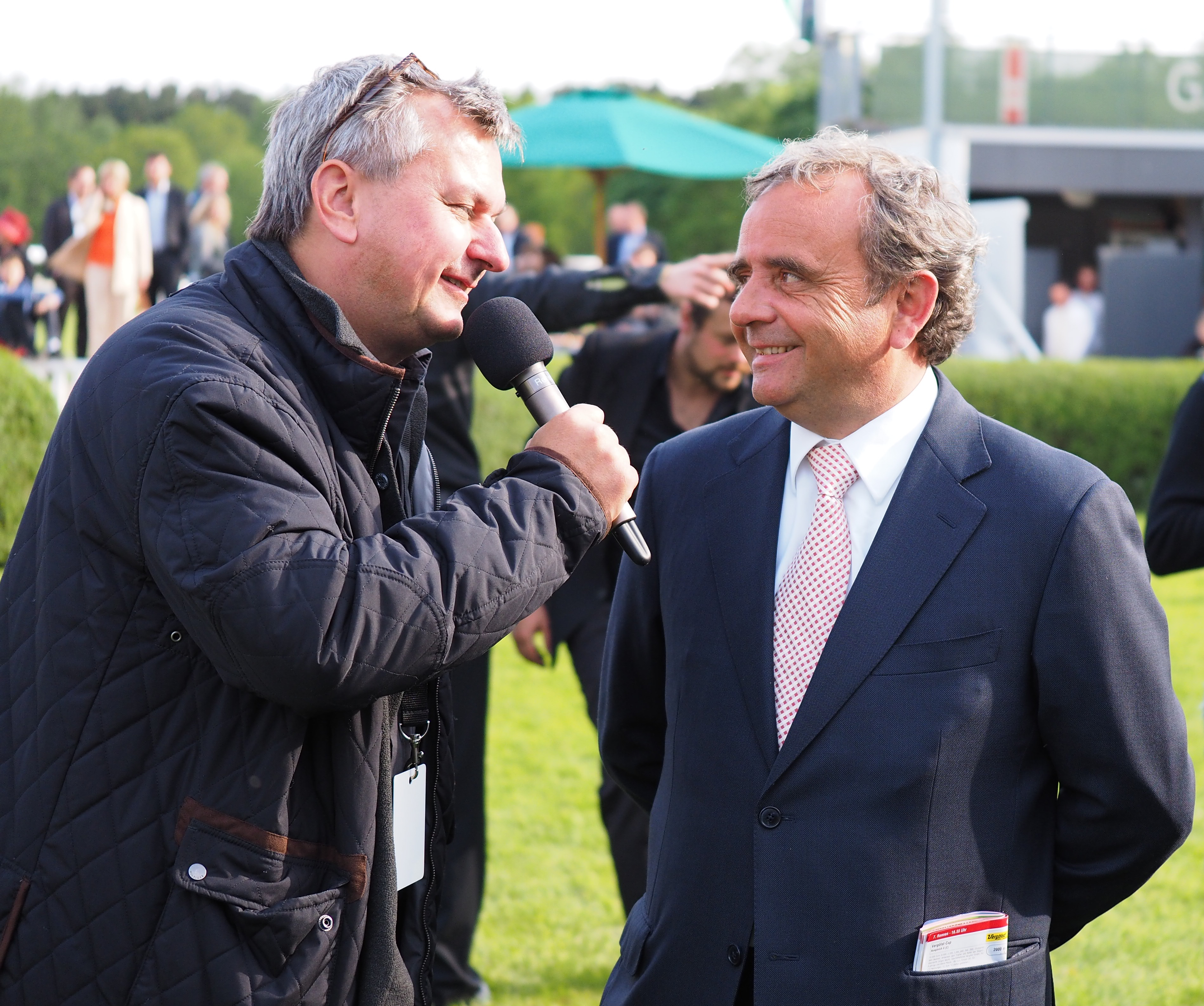
Andreas Wöhler (rechts) im Interview mit Christoph Dannowski

Andreas Wöhler (* 10. Februar 1962 in Dortmund) ist ein Trainer im deutschen Galoppsport.
Er feierte als Amateurjockey im Stall seines Vaters Adolf Wöhler erste Erfolge. Nach dem Tod seines Vaters 1986 übernahm er dessen Rennstall als Trainer in der Galopprennbahn Bremen. 2004 zog er mit seinem Stall nach Gütersloh.
Neben vielen Gruppe-I-Siegen mit Lomitas, Silvano, Paolini, Sabiango, Querari und Earl Of Tinsdal gewann er 1992 mit Pik König, 1999 mit Belenus, 2011 mit Waldpark und 2016 mit Isfahan das Deutsche Derby. Mit Siegen im Grand Prix de Saint Cloud und in den King George VI and Queen Elizabeth Stakes durch Novellist erreichte seine Karriere 2013 schließlich ihren vorläufigen Höhepunkt.
Am 4. November 2014 gewann er als erster Deutscher mit seinem Pferd Protectionist den Melbourne Cup.
2009, 2011 und 2015 gewann er als erfolgreichster deutscher Trainer das Trainer-Championat.
Für seinen Sieg im Melbourne Cup erhielt er 2015 als erster nicht-australischer Trainer überhaupt die Fred Hoysted Medal. Er konnte den Premio Roma 2016 mit Potemkin und 2018 mit Va Bank gewinnen.
2016 gewann er als Trainer die German Racing Champions League.